# سولون (أوهايو)
سولون، أوهايو

سولون (بالإنجليزية: Solon)‏ هي مدينة أمريكية تقع في ولاية أوهايو. تبلغ مساحة هذه المدينة 53.3 (كم²)،ويبلغ عدد سكانها 23348 نسمة حسب إحصاء سنة 2010 م 23348.تشير إحصاءات سنة 2000م بأن الكثافة السكانية في هذه المدينة تقدر بـ(409.6) نسمة/كم2 

## التركيبة السكانية
قام مكتب تعداد الولايات المتحدة بتحديد بيانات التركيبة السكانية لسولون في تعداد الولايات المتحدة. في ما يلي، التركيبة السكانية حسب تعدادي 2000 و2010.

### تعداد عام 2000
بلغ عدد سكان سولون 1,177 نسمة بحسب تعداد عام 2000، وبلغ عدد الأسر 457 أسرة وعدد العائلات 304 عائلة مقيمة في المدينة. في حين سجلت الكثافة السكانية 887.1 نسمة لكل ميل مربع (342.5/كم2). وبلغ عدد الوحدات السكنية 496 وحدة بمتوسط كثافة قدره 373.8 نسمة لكل ميل مربع (144.3/كم2).
وتوزع التركيب العرقي للمدينة بنسبة 98.73% من البيض و 0.08% من الأمريكيين الأصليين و 0.25% من سكان جزر المحيط الهادئ و 0.25% من الأمريكيين الأفارقة و 0.51% من عرقين مختلطين أو أكثر.
بلغ عدد الأسر 457 أسرة كانت نسبة 37.6% منها لديها أطفال تحت سن الثامنة عشر تعيش معهم، وبلغت نسبة الأزواج القاطنين مع بعضهم البعض 54.3% من أصل المجموع الكلي للأسر، ونسبة 9.0% من الأسر كان لديها معيلات من الإناث دون وجود شريك، وكانت نسبة 33.3% من غير العائلات. تألفت نسبة 28.9% من أصل جميع الأسر من أفراد ونسبة 12.5% كانوا يعيش معهم شخص وحيد يبلغ من العمر 65 عاماً فما فوق. وبلغ متوسط حجم الأسرة المعيشية 3.04، أما متوسط حجم العائلات فبلغ 2.43.
بلغ العمر الوسطي للسكان 38 عاماً. وكانت نسبة 7.4% بين الثامنة عشر والأربعة وعشرون عاماً، ونسبة 30.1% كانت واقعةً في الفئة العمرية ما بين الخامسة والعشرون حتى والأربعة وأربعون عاماً، ونسبة 18.5% كانت ما بين الخامسة والأربعون حتى الرابعة والستون، ونسبة 17.8% كانت ضمن فئة الخامسة والستون عاماً فما فوق. يوجد لكل 100 أنثى 97.8 ذكر، ويوجد لكل 100 أنثى في الثامنة عشر من عمرها فما فوق 86.1 ذكر.
بلغ متوسط دخل الأسرة في المدينة 46,953 دولار، أما متوسط دخل العائلة فبلغ 58,289 دولار. وكان متوسط دخل الذكور 38,352 دولار مقابل 26,111 دولار للإناث. وسجل دخل الفرد الخاص بالمدينة 18,029 دولار. وكانت نسبة 0.3% من العائلات ونسبة 2.3% من السكان تحت خط الفقر، وكان من هؤلاء نسبة 0.6% تحت سن الثامنة عشر ونسبة 1.5% في الخامسة والستين من العمر وما فوق.

### تعداد عام 2010
بلغ عدد سكان سولون 23,348 نسمة بحسب تعداد عام 2010، وبلغ عدد الأسر 8,352 أسرة وعدد العائلات 6,769 عائلة مقيمة في المدينة. في حين سجلت الكثافة السكانية 1,146.8 نسمة لكل ميل مربع (442.8/كم2). وبلغ عدد الوحدات السكنية 8,765 وحدة بمتوسط كثافة قدره 430.5 لكل ميل مربع (166.2/كم2).
وتوزع التركيب العرقي للمدينة بنسبة 77.5% من البيض و 0.1% من الأمريكيين الأصليين و 10.0% من الأمريكيين ذوي الأصول الآسيوية و 10.6% من الأمريكيين الأفارقة و 1.4% من عرقين مختلطين أو أكثر.
```
وبلغت نسبة 
الأزواج
 القاطنين مع بعضهم البعض 68.7% من أصل المجموع الكلي للأسر، ونسبة 9.4% من الأسر كان لديها معيلات من الإناث دون وجود شريك، بينما كانت نسبة 2.9% من الأسر لديها معيلون من الذكور دون وجود شريكة وكانت نسبة 19.0% من غير العائلات. تألفت نسبة 16.6% من أصل جميع الأسر من أفراد ونسبة 7.2% كانوا يعيش معهم شخص وحيد يبلغ من العمر 65 عاماً فما فوق. وبلغ متوسط حجم الأسرة المعيشية 3.13، أما متوسط حجم العائلات فبلغ 2.78.
```

بلغ العمر الوسطي للسكان 43.1 عاماً. ونسبة 20.3% كانت واقعةً في الفئة العمرية ما بين الخامسة والعشرون حتى والأربعة وأربعون عاماً، ونسبة 34.3% كانت ما بين الخامسة والأربعون حتى الرابعة والستون، وتوزع التركيب الجنسي للسكان بنسبة 48.7% ذكور و51.3% إناث.